# 埃氏雙弓齒麗魚
埃氏雙弓齒麗魚（学名：Diplotaxodon ecclesi）為輻鰭魚綱鱸形目隆頭魚亞目慈鯛科的其中一種，分布於非洲馬拉威湖流域，棲息深度可達80公尺，體長可達14.6公分，棲息在中底層水域，以小魚為食，生活習性不明，可做為觀賞魚。

## 擴展閱讀
維基物種上的相關：埃氏雙弓齒麗魚